# Bamba
Bamba je stará jednotka délky používaná v Barmě. Její další názvy byly rovněž bambus či teh.

## Převodní vztahy
- 1 bamba = 3,396 m = 14 twach